# Тадзава, Дзюнъити
Дзюнъити Тадзава (яп. 田澤 純一 Тадзава Дзюнъити, род. 6 июня 1986, Йокогама, Канагава) — японский профессиональный бейсболист, выступающий на позиции питчера. Победитель Мировой серии 2013 года в составе «Бостон Ред Сокс».

## Любительская карьера
После окончания школьной карьеры в Йокогаме, не получив приглашение ни от одной из 12 команд Профессиональной бейсбольной лиги Японии, Тадзава присоединился к команде корпорации Nippon Oil, выступающей в корпоративной лиге, не связанной с NPB.
В 2008 году он показал результат 10-1 с 1.02 ERA и 95 страйк-аутами в 88 и 1/3 иннингах. В национальной корпоративной лиге ему удалось сделать два подряд шут-аута, включая победный четвертьфинальный матч с «Хитати», закончившийся со счётом 4:0, где он отдал всего 4 хита, не допустил ни одного уока и сделал 10 страйк-аутов. Менее чем через сутки, Тадзава появился в качестве релиф-питчера в полуфинале против Central Japan Railway. Он провёл 2 и 2/3 иннинга, в которых допустил три хита, сделал один страйк-аут и отдал один решающий ран, закончивший матч поражением со счётом 2-3. Тадзава был признал самым ценным игроком чемпионата с результатом 4-0 и 36 страйк-аутами.

## Профессиональная карьера
В сентябре 2008 Тадзава объявил о намерении пропустить драфт NPB, чтобы продолжить карьеру в MLB. Во время сезона 2008 года, его тренер Хидэаки Окубо убедил его попытаться начать карьеру в MLB и не подписывать контракт с командами NPB. В случае же, если бы Тадзава присоединился к одной из японских профессиональных команд, ему бы пришлось ждать девять лет, пока он не станет свободным агентом, или надеяться, что его клуб заявит его на специальный аукцион за право команд MLB вести с ним переговоры о контракте.
Чтобы избежать конфликта между японскими и американскими клубами, Тадзава попросил клубы NPB не выбирать его на ближайшем драфте. 12 команд выполнили его просьбу, однако, ими было добавлено условие, согласно которому, любой игрок-любитель, который подписывает контракт с иностранным клубом, должен ждать от двух до трёх лет, прежде чем он сможет присоединиться к японской команде.
Когда Тадзава привлёк внимание американских скаутов, NPB заявила, что между главными лигами двух наций существует джентльменское соглашение против подписания контрактов между клубами MLB и японскими любителями. Генеральный менеджер «Нью-Йорк Янкис» Брайан Кэшмен заявил, что его клуб не будет подписывать Тадзаву из-за партнёрского соглашения между «Янкис» и клубом NPB «Ёмиури Джаянтс». Однако, вице-президент MLB по трудовым ресурсам Роб Манфред опроверг наличие подобных соглашений в отношении японских игроков-любителей.

### Бостон Ред Сокс
4 декабря 2008 Тадзава подписал с «Бостон Ред Сокс» контракт на сумму 3 млн долларов за три года выступлений. После своего дебюта 7 августа 2009, он стал всего лишь третьим японским игроком в истории, после Мака Судзуки и Кадзухито Тадано, который дебютировал в MLB раньше, чем в профессиональной лиге Японии.
22 марта 2009, «Ред Сокс» включили Тадзаву в состав своей дочерней команды в классе АА «Портленд Си Догз».
После достижения результата 9-5 с 18 стартами и 2.57 ERA с «Портлендом», 27 июля 2009 Тадзава был переведён в класс ААА в команду «Потакет Ред Сокс». Выступая в Портленде, Тадзава был включён в команду звёзд Восточной лиги, шёл вторым по количеству побед в чемпионате и третьим по количеству страйк-аутов.
7 августа 2009 Тадзава был переведён в состав главной команды после того, как в «Бостон Ред Сокс» отказались от услуг ветерана Джона Смолтца. Он дебютировал в этот же вечер в матче против «Нью-Йорк Янкис» на «Янки Стэдиум» в 14 иннинге. Тадзава был последним питчером, оставшимся у «Ред Сокс» в буллпене. Первым бэттером, с которым ему довелось встретиться, был его соотечественник Хидеки Мацуи, которого он вывел в аут. Но внизу 15 иннинга Тадзава получил двойной решающий хоум-ран от Алекса Родригеса.
Первый старт Тадзавы в MLB состоялся 11 августа 2009 года в матче против «Детройт Тайгерс». В первом иннинге Тадзава попал в руку первого бэйсмена Мигеля Кабреры, пытаясь поднять траекторию фастбола. В ответ питчер «Тайгерс» Рик Порселло попытался попасть в Виктора Мартинеса. В следующем иннинге Кабрера вынужден был покинуть игру из-за непрекращающейся боли в руке. И когда очередь подавать дошла до Порселло, тот первой своей подачей попал в Кевина Юкилиса, после чего последний набросился на питчера, что привело к потасовке с участием обеих команд и удалению обоих игроков. Тадзава провёл в матче 5 иннингов, заработал победу, пропустил один ран и сделал 6 страйк-аутов. Вторым стартом Тадзавы стала игра против «Техас Рейнджерс», но на этот раз всё сложилось менее удачно. Он получил четыре рана, 10 хитов и сделал три уока за 5 иннингов, заработав поражение. В своём третьем старте, Тадзава встретился с командой, которая испортила ему дебют, «Нью-Йорк Янкис». Тадзава подал 6 сухих иннингов, отдал 8 хитов, 2 уока и сделал два страйк-аута, добыв победу.
В апреле 2010 года Тадзаве была сделана операция по восстановлению локтевых связок, на реабилитацию после которой обычно требуется от 9 месяцев до года.
По состоянию на июль 2011 года, Тадзава набирает форму после операции, выступая в дочерней команде «Ред Сокс» в дивизионе Double-A — «Портленд Си Догз».